# 津市立美杉中学校
津市立美杉中学校（つしりつ みすぎちゅうがっこう）は、三重県津市美杉町八知にある公立中学校。
三重県立白山高等学校と連携し、中高一貫教育に向けての取り組みを行っている。

## 沿革
- 1976年（昭和51年）3月25日 美杉村立竹原中学校・同村立八知中学校・同村立太郎生中学校・同村立伊勢地中学校・同村立八幡中学校・同村立多気中学校・同村立下之川中学校が、新統合校の設置を前に廃校となる。
- 1976年（昭和51年）4月1日 美杉村立美杉中学校が設置される。校章を制定。
- 1979年（昭和54年） 校歌制定。
- 2006年（平成18年）1月1日 美杉村が津市と統合したのに伴い、津市立美杉中学校に改称。

## 交通アクセス
- 東海旅客鉄道（JR東海）名松線 伊勢八知駅から南へ約100m。
- 三重県道15号久居美杉線から、名松線の踏切を南へ渡る。